# Randy Coven

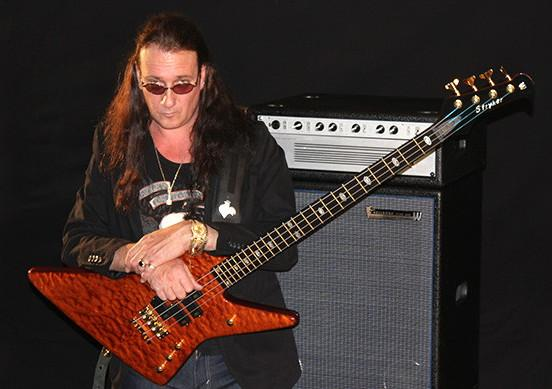
Randy Coven

Randy Coven (* 1960 in Great Neck, New York; † 20. Mai 2014 im Bundesstaat New York) war ein US-amerikanischer Bassist.

## Leben
Randy Coven begann seine musikalische Karriere bereits sehr früh. Mit fünf Jahren sah er die Beatles live im Shea Stadium und etwas später war er zusammen mit seinen Eltern bei der Premiere des Woodstock-Films. Anschließend begann er mit seinem Bruder im Keller der Familie zu musizieren, zunächst am Schlagzeug, dann am Bass. Auf der High School war er in diversen Rockbands und begann dann 1978 an der Berklee School of Music zu studieren. Dort lernte er Steve Vai kennen, zu dem er eine lebenslange Freundschaft entwickelte. Zusammen mit ihm gründete er die Band Morning Thunder. Anschließend tourte Coven mit der Band Orpheus durch Kanada. Die Gruppe nahm einige Titel von Coven in ihr Repertoire auf. Diese Songs erschienen später auf dem Album Orpheus II.
1984 kehrte er nach New York zurück, wo er die Randy Coven Band gründete. Das Debütalbum Funk Me Tender erschien 1986. Steve Vai ist auf dem Titeltrack zu hören. 1990 erschien das zweite und letzte Album Sammy Says Ouch! unter dem Künstlernamen Randy Coven Band. Anschließend gründete er C.P.R. zusammen mit Al Pitrelli und John O’Reilly. Auf deren Album sind unter anderem Zakk Wylde, Vito Brata und Steve Morse als Gäste zu hören. Coven schrieb außerdem eine Kolumne für das Magazin Guitar Recordings. 1994 gründete er mit verschiedenen Musikern die Band Holy Mother, mit der er zwischen 1995 und 2003 sechs Alben veröffentlichte.
Als Tour-Bassist arbeitete Coven zweimal mit Yngwie Malmsteen zusammen. 2002 folgte sein Soloalbum Witch Way. 2004 gründete er die Band MCM mit Alex Masi und John Macaluso. Außerdem spielte er auf zwei Alben des Pianisten Vitalij Kuprij. Zuletzt war Coven bei Shadow Eden als Livemusiker aktiv. Am 20. Mai 2014 verstarb er aus unbekannter Ursache im Schlaf.

## Diskografie

### Soloalben
- 1989: Funk Me Tender (als The Randy Coven Band, Guitar Recordings)
- 1990: Sammy Says Ouch! (als The Randy Coven Band, Guitar Recordings)
- 2000: The Best of Randy Coven (Guitar Recordings)
- 2002: Witch Way (Abc Disc)
- 2010: Nu School (mp3-Album, Jungle Room Studios/BHP Music)

### Mit C.P.R.
- 1992: Coven • Pitrelli • Reilly  (Music for Nations)

### Mit Holy Mother
- 1995: Holy Mother (Cream Records)
- 1996: Tabloid Crush (Cream Records)
- 1998: Toxic Rain (A.B.S. Records)
- 1999: Criminal Afterlife (A.B.S. Records)
- 2000: My World War (Shark Records)
- 2002: Dealin' with the Devil (Kompilation, Rusty Diamond)
- 2003: Agoraphobia (Steamhammer)
- 2003: Rock Diamonds  (Split-Album mit At Vance, Black Rose und Bullhorn, Shark Records)

### Mit ARK
- 2001: Burn The Sun (InsideOut Music)

### Mit MCM
- 2004: Ritual Factory (Lion Music)
- 2007: 1900: Hard Times (Livealbum, Lion Music)

### Mit Vitalij Kuprij
- 2005: Revenge (Avalon Online)
- 2007: Glacial Inferno (Lion Music)

### Mit Leslie West
- 1994: Dodgin’ the Dirt (Blues Bureau International)
- 1999: As Phat As It Gets (Lightyear)
- 2005: Guitarded (Voiceprint Records)

### Weitere Alben
- 1984: Jack Starr featuring Rhett Forrester: Out of the Darkness (Limb Music)
- 1989: Blues Saraceno: Never Look Back (Guitar Recordings)
- 1992: Jeff Watson: Lone Ranger (Shrapnel)
- 1990: Jack Starr: A Minior Disturbance (Power Records)
- 1998: Steve Vai: Flex-Able Leftovers
- 2000: Blues Saraceno: The Best Of (Guitar Recordings)
- 2002: Ark: Burn the Sun (InsideOut Music)
- 2009: Yngwie J. Malmsteen: Live in Korea (DVD, Rising Force Records)